# Platycoryne paludosa
Platycoryne paludosa är en orkidéart som först beskrevs av John Lindley, och fick sitt nu gällande namn av Robert Allen Rolfe. Platycoryne paludosa ingår i släktet Platycoryne och familjen orkidéer. Inga underarter finns listade i Catalogue of Life.